# 쾌도 홍길동
《쾌도 홍길동》은 2008년 1월 2일부터 2008년 3월 26일까지 방영한 KBS 수목 미니시리즈이다.

## 등장 인물

### 주요 인물
- 강지환 : 홍길동 역
- 성유리 : 허이녹 역
- 장근석 : 이창휘 역
- 김학철 : 최철주 역

### 활빈당
- 박상욱 : 심수근 역
- 차현정 : 정말녀 역
- 문세윤 : 연 씨 역
- 맹세창 : 곰이 역

### 서은혜와 주변 인물
- 김리나 : 서은혜 역
- 안석환 : 서윤섭 역
- 변신호 : 할멈 역

### 홍길동의 주변 인물
- 김재승 : 홍인형 역
- 길용우 : 홍 판서 역
- 이덕희 : 김씨 부인
- 정은표 : 해명스님 역

### 허이녹의 주변 인물
- 정규수 : 허 노인 역

### 이창휘의 주변 인물
- 최란 : 노 상궁 역
- 인성 : 치수 역

### 궁궐 안의 인물들
- 조희봉 : 이광휘 역
- 맹호림 : 최승지 역
- 김종석 : 고내시 역
- 박용진 : 장내시 역

### 그 외 인물들
- 김영 : 유기전 주인 역
- 최승경 : 왕 서방 역
- 박근수 : 표서방 역
- 허인영 : 풍산댁 역

## 수상 경력
- KBS 연기대상 여자 인기상, 베스트 커플상 성유리
- KBS 연기대상 네티즌상, 베스트 커플상 강지환
- KBS 연기대상 남자 인기상 장근석

## 주제곡
- 주제곡은 소녀시대의 태연이 부른 〈만약에〉이다.
- 2008년 3월에 싸이월드 뮤직어워드 이 달의 노래로 선정되었다.[1]
- 2008년 5월에 《더 스타쇼》에서 김연아가 불러 화제가 되기도 했다.[2]

## 같이 보기
- 홍길동